# Dracula bellerophon
Dracula bellerophon é uma espécie de orquídea epífita de crescimento cespitoso cujo gênero é proximamente relacionado às Masdevallia, parte da tribo Pleurothallidinae. Esta espécie é originária do oeste da Colômbia, onde habita florestas úmidas e nebulosas.
Pode ser diferenciada das espécies mais próximas por suas grandes flores pálidas de sépalas intensamente recobertas do lado interno por pelos amarelados e comparativamente pequeno labelo, sempre fixo.